# Midlife Crisis
Midlife Crisis è un singolo del gruppo musicale statunitense Faith No More, il primo estratto dall'album Angel Dust nel 1992.

## Tracce
CD singolo (Europa)
1. Midlife Crisis – 4:21
2. Jizzlobber – 6:36
3. Crack Hitler – 4:41
4. Midnight Cowboy – 4:12

CD singolo (Australia)
1. Midlife Crisis – 4:21
2. Jizzlobber – 6:36
3. As the Worm Turns – 2:39

7" (Regno Unito)
- Lato A

1. Midlife Crisis – 4:18

- Lato B

1. Jizzlobber – 6:31
2. Crack Hitler – 4:39

## Classifiche
| Classifica (1992)             | Posizione massima |
| ----------------------------- | ----------------- |
| Australia                     | 31                |
| Austria                       | 9                 |
| Belgio (Fiandre)              | 39                |
| Germania                      | 32                |
| Irlanda                       | 13                |
| Italia                        | 21                |
| Nuova Zelanda                 | 32                |
| Paesi Bassi                   | 36                |
| Regno Unito                   | 10                |
| Stati Uniti (alternative)     | 1                 |
| Stati Uniti (mainstream rock) | 32                |

## Nella cultura di massa
La canzone è stata usata nei videogiochi Tony Hawk's Underground 2, Grand Theft Auto: San Andreas e Rock Band 3.
Una cover dei Disturbed è presente negli album Covered, A Revolution in Sound e The Lost Children.